# Peter Murray-Hill
Peter Murray-Hill (Bushey, 20 de abril de 1908 – Londres, 25 de noviembre de 1957) fue un actor, editor y anticuario británico.

## Biografía
Nacido en Bushey, Inglaterra, su nombre completo era Peter Auriol Murray Hill. Su primer papel destacado como actor llegó en 1938 con Jane Steps Out, actuando ese mismo año como protagonista de Mr. Reeder in Room 13. Al año siguiente fue elegido para hacer un segundo papel masculino en The Outsider, actuando junto a George Sanders y Mary Maguire.
Su carrera de actor alcanzó la cima a finales de los años 1930, y a principios de la siguiente década volvió a cumplir con papeles secundarios, como ocurrió en filmes como At the Villa Rose y The House of the Arrow. Mediada la década solamente era escogido para hacer actuaciones de reparto. Su última película fue They Were Sisters, estrenada en 1945, y en la cual era protagonista su esposa, Phyllis Calvert.
Murray-Hill se especializó en libros del siglo XVIII, y en los años 1950 ya se dedicaba a la edición. Además, fue presidente de la Antiquarian Booksellers Association desde 1956 hasta su muerte en 1957.
Murray-Hill conoció a la actriz Phyllis Calvert en 1939, durante una representación en el circuito de teatros del West End londinense de la obra Punch Without Judy. Se casaron en 1941, y tuvieron dos hijos: Ann Auriol (1943) y Piers (1954). Murray-Hill y Calvert permanecieron casados dieciséis años, hasta la muerte de él, ocurrida en Londres en 1957. Calvert no volvió a casarse.

## Filmografía parcial
- A Yank at Oxford (1938)
- Jane Steps Out (1938)
- Mr. Reeder in Room 13 (1938)
- The Outsider (1939)
- At the Villa Rose (1940)
- The House of the Arrow (1940)
- The Ghost Train (1941)
- Rhythm Serenade (1943)
- Madonna of the Seven Moons (1945)
- They Were Sisters (1945)